# Zákányszék, Csongrád
Zákányszék  este un sat în districtul Mórahalm, județul Csongrád, Ungaria, având o populație de 2.738 de locuitori (2011). 

## Demografie
Componența etnică a satului Zákányszék
     Maghiari (96,33%)
     Români (2,08%)
     Necunoscut (0,48%)
     Alții (1,11%)
Componența confesională a satului Zákányszék
     Fără religie (7,2%)
     Reformați (2,99%)
     Necunoscută (88,9%)
     Alte religii (2,63%)
Conform recensământului din 2011, satul Zákányszék avea 2.738 de locuitori. Din punct de vedere etnic, majoritatea locuitorilor (96,33%) erau maghiari, cu o minoritate de români (2,08%). Apartenența etnică nu este cunoscută în cazul a 0,48% din locuitori. Nu există o religie majoritară, locuitorii fiind persoane fără religie (7,2%) și reformați (2,99%). Pentru 88,9% din locuitori nu este cunoscută apartenența confesională.